# 克里斯蒂安 (菲斯滕贝格)
克里斯蒂安·约阿西姆·马克西米利安·埃贡·尤斯比乌斯·玛利亚·胡贝图斯（Christian Joachim Maximilian Egon Hugo Eusebius Maria Hubertus；1977年11月22日—），出生于多瑙艾辛根。菲斯滕贝格亲王。是已故菲斯滕贝格亲王亨利与妻子温迪许-格雷茨公主马克西米利安妮的长子。
2010年9月25日，克里斯蒂安在罗马与平民珍妮特·格里泽尔结婚，现有二子二女：
- 塔西洛·海因里希·克里斯蒂安（Tassilo Heinrich Christian，2013年12月24日（11歲））；
- 玛丽亚·塞西莉亚·玛西米利安娜·加布里拉·保琳·奥迪尔·伊娃·法布里齐亚·埃贡尼娅（Maria Cecilia Massimiliana Ghislaine Pauline Odile Eva Fabrizia Egonia，2015年3月11日（10歲））；
- 特里斯坦（Tristan，2018年11月22日（6歲））；
- 莱昂汀·玛丽·路易丝·奥黛尔·安托瓦内特·朱迪丝·奥利维亚·胡安妮塔（Leontine Marie Louise Odile Antoinette Judith Olivia Juanita，2020年6月25日（4歲））。